# Cosmophasis miniaceomicans
Cosmophasis miniaceomicans är en spindelart som först beskrevs av Simon 1888.  Cosmophasis miniaceomicans ingår i släktet Cosmophasis och familjen hoppspindlar. Inga underarter finns listade i Catalogue of Life.